# Ficalbia uniformis
Ficalbia uniformis är en tvåvingeart som först beskrevs av Theobald 1904.  Ficalbia uniformis ingår i släktet Ficalbia och familjen stickmyggor. Inga underarter finns listade i Catalogue of Life.